# Čermany
Čermany (in ungherese Csermend, in tedesco Tscherman) è un comune della Slovacchia facente parte del distretto di Topoľčany, nella regione di Nitra.